# The High Force
The High Force är ett vattenfall i Storbritannien.   Det ligger i kommunen Durham i riksdelen England, i den centrala delen av landet, 400 km norr om huvudstaden London. The High Force ligger 312 meter över havet.
Terrängen runt The High Force är huvudsakligen lite kuperad. The High Force ligger nere i en dal. Runt The High Force är det ganska glesbefolkat, med 29 invånare per kvadratkilometer. Närmaste större samhälle är Nenthead, 18,3 km nordväst om The High Force. Trakten runt The High Force består i huvudsak av gräsmarker.